# Overdosis
Een overdosis doet zich voor wanneer een chemische substantie (meer bepaald een drug) ingenomen wordt in hoeveelheden en/of concentraties die groot genoeg zijn om de homeostase van een organisme te verstoren, daarbij ernstige ziekte of de dood veroorzakend. In essentie is het een soort van vergiftiging.
Bij drugsgebruik komen overdoses vaak voor doordat de gebruiker het middel ontwend is, bijvoorbeeld door afkicken. Een overdosis kan ook optreden indien hij veel zuiverder drugs gebruikt dan de versneden variant die hij gewend is. Verder kan het komen doordat de gebruiker op een andere plek is dan daar waar hij normaal gesproken zijn dosis tot zich neemt. Dit heeft te maken met de tolerantie die hij voor de drug heeft opgebouwd.
Daarnaast komt een overdosis voor bij bolletjesslikkers, als in de maag of darm een cocaïne- of heroïnebolletje knapt.
Door overdosering van alcohol en andere verdovende middelen zoals cocaïne en heroïne kan de prikkel van de ademhaling zover worden onderdrukt dat de persoon in kwestie helemaal niet meer spontaan ademt. Vaak zijn mensen die een dergelijke ademdepressie overkomt volkomen buiten bewustzijn, wat hun de kans ontneemt zelf actief door te ademen en hulp te zoeken. Verondersteld wordt dat ademdepressie een belangrijke doodsoorzaak is bij verslaafden, omdat zij vaak niet of niet op tijd worden gevonden. 
Het geneesmiddel Naloxon is opioïde antagonist en werkt als antidotum tegen een overdosis opioïde zoals heroïne of morfine.